# Флорешти (Бучум)
Флорешти (рум. Florești) насеље је у Румунији у округу Алба у општини Бучум. Општина се налази на надморској висини од 969 m.

## Становништво
Према подацима из 2011. године у насељу је живело 27 становника.